# Volkwin II. (Schwalenberg)
Volkwin II. von Schwalenberg (* 1125; † 1177/78) war ein Sohn des Grafen Widekind I. von Schwalenberg († 1136/37) und dessen Frau Lutrud von Itter († 22. März 1149). Er entstammte damit dem Adelsgeschlecht Schwalenberg und folgte 1137 seinem Vater als Graf von Schwalenberg. Durch seine erste Ehe mit Luitgard von Ziegenhain, Tochter des Grafen Poppo I. von Reichenbach, kam er in den Besitz der Burg Waldeck an der Eder, und nach dieser nannten seine Nachfahren sich ab 1180 Grafen von Waldeck. Als Volkwin I. von Waldeck wurde er somit ein Stammvater des Hauses Waldeck.
Volkwin war ein unbequemer Zeitgenosse, der – oft zusammen mit seinem Bruder Wittekind II. – in zahlreiche Fehden mit benachbarten Grundherren verwickelt war, insbesondere mit dem Hochstift Paderborn, dem Erzbistum Köln, seinen Lehnsherren im Kloster Corvey und den Grafen von Arnsberg, die bedeutende Rechte an die Schwalenberger verloren hatten.
Er erwarb die Vogteien über die Klöster Willebadessen, Flechtdorf und Aroldessen, letzteres eine Stiftung seiner Großmutter Gepa von Itter. Über seine Mutter erwarb er weiten Besitz im Raum Korbach-Arolsen.
1144 stifteten er und die Familie seines Schwiegervaters Poppo I. von Reichenbach das Kloster Aulisburg-Haina.
Nach der Absetzung der Äbtissin Judith von Northeim im Jahre 1146 versuchte er, seine Nichte Judith von Lara als Äbtissin des Klosters Kemnade einzusetzen, scheiterte jedoch am Widerstand des Abtes Wibald von Corvey und an der Inkorporation des Klosters Kemnade in das Kloster Corvey. Dies war möglicherweise eine Ursache für die späteren Auseinandersetzungen zwischen Abt Wibald und den Grafen von Schwalenberg. 1148 hatte Wibald ihn für die Dauer seiner Abwesenheit zum Schutz der Abteigüter eingesetzt; bei dieser Gelegenheit raubte Volkwin den in Höxter ansässigen Klosterministerialen 150 Mark. 1152 überfielen er, sein Bruder und ihre Gefolgsleute den dem Kloster Corvey gehörenden Ort Höxter. Sie plünderten drei Tage lang, erpressten von den reichen Bürgern Lösegeld, und rissen die Stadtmauer nieder. Möglicherweise wollten sie mit dem Überfall ihre Besitzansprüche auf Höxter dokumentieren. Dies war nur mit stillschweigender Duldung durch ihren Lehnsherrn Heinrich den Löwen möglich. Wegen seiner ständigen Übergriffe auf Höxter und Corvey wurde Volkwin schließlich die Vizevogtei über Corvey entzogen.
Als Vasall Heinrichs des Löwen war er jahrelang dessen treuer Parteigänger und nahm an zahlreichen Feldzügen des Herzogs teil. Wie die meisten westfälischen Grafen wurde er jedoch später Heinrichs Gegner.

## Ehen und Nachkommen
Er heiratete zuerst Luitgard von Ziegenhain, Tochter des Grafen Poppo I. von Reichenbach und Erbin von Waldeck; diese Ehe wurde 1161 wegen Kinderlosigkeit geschieden.
Der Name seiner zweiten Ehefrau war Lutrud. Aus dieser Ehe stammten:
- Wittekind (* um 1162; † 1190 auf Kreuzzug), 1178 Graf von Schwalenberg, 1184 Graf von Waldeck
- Hermann (* um 1163; † um 1224), bis 1189 Graf von Schwalenberg, ab 1184 Graf von Waldeck; erwarb Brilon, 1189 Vogt von Paderborn, verlor die Vogteien Arolsen und Flechtdorf, und verarmte völlig.
- Heinrich (* um 1165; † vor September 1214), ⚭ Heseke von Dassel († 25. Juli 1220)
- Volkwin (* um 1170; † nach 1243), 1185 Domherr in Paderborn, 1224 Propst des Stifts Busdorf
- eine Tochter ⚭ Graf Werner I. von Battenberg und Wittgenstein